# Henry Martín
Henry Josué Martín Mex (født 18. november 1992) er en mexicansk fodboldspiller, der spiller for América.
Han repræsenterede Mexico ved sommer-OL 2020 i Tokyo, hvor han tog bronze.